# پیام‌رسانی فوری

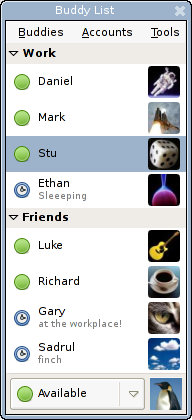
پیجین ۲٫۰ درحال اجرا تحت گنوم

پیام‌رسانیِ فوری (به انگلیسی: Instant Messaging) که به شکل کوتاه IM خوانده می‌شود، گونه‌ای از ارتباط مستقیم متنی بی‌درنگ (real-time) بین دو یا چند فرد با استفاده از رایانه شخصی یا دستگاه‌های دیگر و از طریق یک کارخواه نرم‌افزاری (Software Client) مشترک است. متن کاربر بر روی یک شبکه مانند اینترنت منتقل می‌شود. کارخواه‌های نرم‌افزاری پیشرفته‌تر پیام‌رسانی فوری رده‌های بالاتری از ارتباط مانند تماس تصویری یا صوتی را عرضه می‌کنند.

## تعریف
«پیام‌رسانی فوری» در زیر چتر واژه «گپ» برخط (online chat) قرار می‌گیرد از این رو که یک سیستم ارتباطی شبکه‌ای متنی بی‌درنگ است. وجه تمایز آن در این است که بر پایه کارخواه‌هایی (client) کار می‌کند که امکان اتصال بین گروهی از کاربران شناخته شده مشخص (که در انگلیسی به آن Friend List, Buddy List و Contact List گفته می‌شود) را تسهیل می‌کند اما گپ برخط برنامه‌های وبی که امکان ارتباط بین کاربران ناشناس در محیط‌های چند کاربره فراهم می‌آورند را نیز دربر می‌گیرد.

## مرور کلی

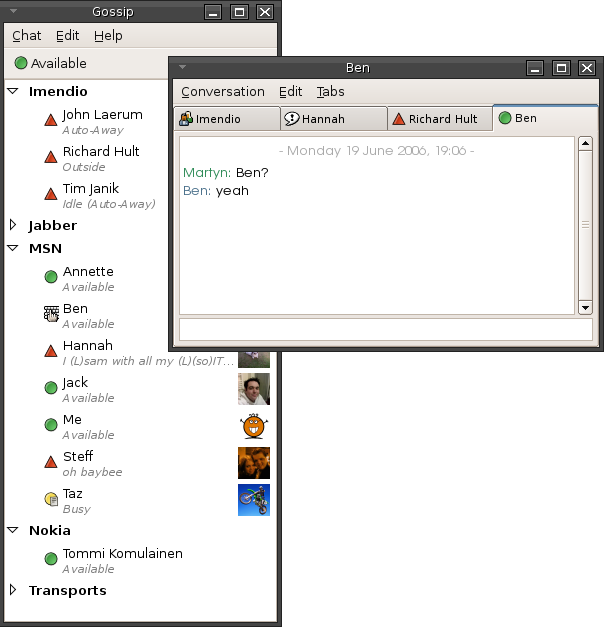
یک اسکرین شات از پیام رسان بی‌درنگ رایگان Gossip-chat

پیام‌رسانی فوری گردایه‌ای از فناوری هاست که برای ایجاد ارتباط متنی بی‌درنگ بین دو یا چند شرکت‌کننده بر روی اینترنت یا انواع دیگر شبکه‌ها استفاده می‌شود. آنچه که اهمیت بیان دارد این است که پیام‌رسانی فوری و گپ برخط با فناوری‌هایی مانند پست الکترونیک در این است که در همزمانی و بی‌درنگ بودن ارتباط بین کاربران است. برخی از سیستم‌ها امکان ارسال پیام برای کاربرانی که وارد سیستم نشده‌اند (پیام‌های برون خط (به انگلیسی: offline messages)) را دارند و این کارکرد مشابه سیستم پست الکترونیک است زیرا همزمانی ارتباط از بین می‌رود.
پیام‌رسانی فوری با داشتن امکان جواب دادن آنی، ارتباطی مؤثر و کارآمد را برقرار می‌کند. در بعضی از موارد پیام‌رسانی فوری ویژگی‌های اضافی را ارائه می‌دهد که بر محبوبیت آن می‌افزایند؛ مثلاً به کاربران اجازه می‌دهد یکدیگر را از طریق وب بین ببینند؛ یا مستقیماً و به رایگان با استفاده از میکروفن و هدفون یا بلندگو با یکدیگر حرف بزنند. بسیاری از برنامه‌های کارخواه(client) امکان انتقال پرونده را فراهم می‌کنند هر چند که غالباً در مورد حجم پرونده محدودیت وجود دارد.
عموماً می‌توان متن مکالمه‌ها را برای مراجعه بعدی ذخیره کرد. پیام‌ها غالباً در یک تاریخچه پیام محلی ذخیره می‌گردند و از این نظر به ماهیت ماندگار نامه‌های الکترونیکی شباهت دارد.

## تاریخچه

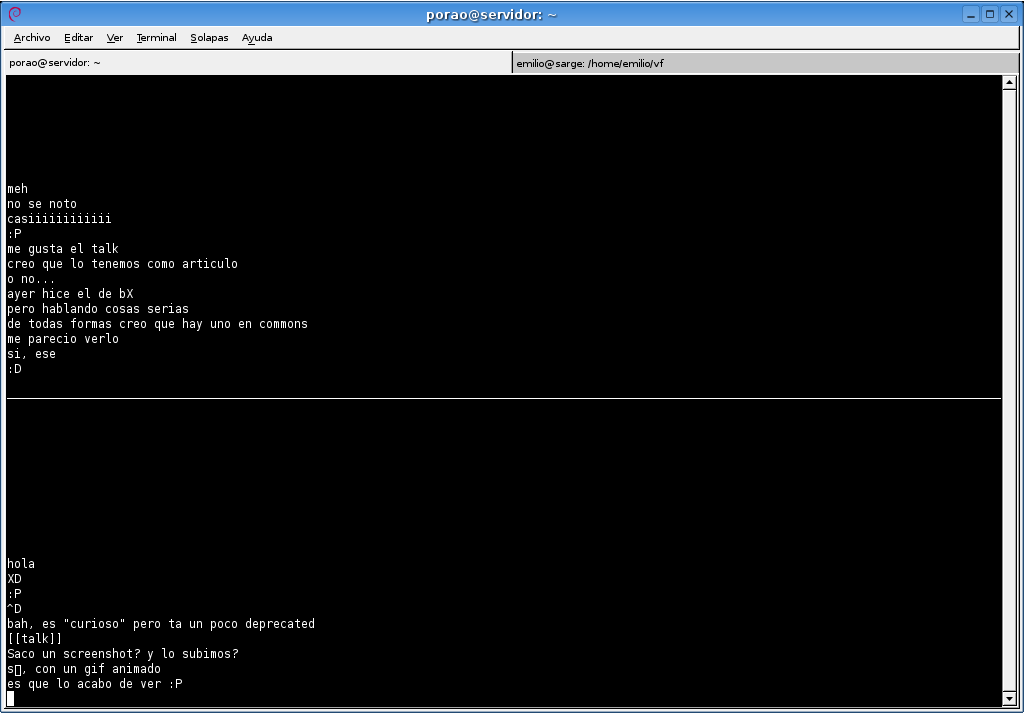
در برنامه‌های اولیه پیام‌رسانی فوری نویسه‌ها در زمان تایپ شدن دیده می‌شدند. فرمان talk یونیکس نشان داده شده در این تصویر در دههٔ ۱۹۸۰ و اوایل دهه ۱۹۹۰ بسیار محبوب بود.

پیام‌رسانی فوری کهن تراز اینترنت است. اولین بار بر روی سیستم عامل‌های چند کاربره مانند سی تی اس اس(CTSS) و مالتیکس (Multics) در اواسط دهه ۱۹۶۰ پدیدار شد. در آغاز این سیستم‌ها برای آگاهی و اخطارهای سرویس‌هایی مثل چاپ استفاده می‌شد اما بعدها گسترش یافت تا برقراری ارتباط بین کاربران مختلف یک ماشین را تسهیل نماید. هم‌زمان با گسترش شبکه‌ها در اواسط دهه ۱۹۶۰ پروتکل‌ها نیز با آن‌ها توسعه یافتند. برخی از این‌ها از پروتکل‌های نظیر-به-نظیر استفاده می‌کردند (مانند talk, ntalk, ytalk) درحالی‌که برخی از آن‌ها نیازمند این بودند مه همه به یک کارساز (سرور) متصل شوند (مانند talker, IRC) در دوران رواج پدیده بی بی اس (BBS) که در خلال دهه ۱۹۸۰ اوج گرفت، برخی از سیستم‌ها امکان گپ زدن مشابه به پیام‌رسانی فوری را اضافه نمودند که میزگرد فریلنسین (Freelancin' Roundtable) نمونه بارز این سیستم‌ها بود.
در نیمه دوم دهه ۱۹۸۰ و اوایل دهه ۱۹۹۰، سرویس برخط (online) کوانتوم لینک برای رایانه‌های کمودور۶۴ امکان تبادل پیام بین مشتریانی که به این سرویس متصل بودند را فراهم می‌کرد که آن را پیام برخط (OLM) می‌خواندند. کوانتوم لینک بعدها به امریکاآنلاین (America Online) تغییر نام داد و پیام‌رسان فوری AOL را به وجود آورد. کوانتوم لینک تنها برای کمودورهای ۶۴ ساخته شده بود و از سیستم پتسکی(PETSCII) کمودور برای متن و گرافیک استفاده می‌کرد. صفحه به بخش‌هایی تقسیم می‌شد و پیام‌های OLM بر روی نوار زرد رنگی نمایش داده می‌شدو با کلمات «پیام از:» آغاز می‌شد و فهرستی از گزینه‌ها برای پاسخگویی ارائه می‌شد. از این رو می‌توان آن را نوعی واسط کاربر گرافیکی (GUI) دانست که البته بسیار ابتدایی تر از برنامه‌های پیام‌رسانی یونیکس و ویندوز و مکینتاش بود که بعد از آن به وجود آمدند. OLM جزو سرویس‌های افزوده کوانتوم لینک بود و کاربران می‌بایست مبلغی اضافی به ازای هر دقیقه علاوه بر هزینه ماهانه معمول سرویس کوانتوم لینک بپردازند.
برنامه‌های پیام‌رسانی فوری اینترنتی و مدرن با واسط کاربری گرافیکی به شکل امروزی آن از اواسط دهه ۱۹۹۰ با PowWow، آی‌سی‌کیو و AIM آغاز شد.AOl بعدها شرکت Mirabilis، سازنده ICQ را خرید. چند سال بعد ICQ که اکنون توسط AOL اداره می‌شد دو امتیاز انحصاری برای پیام‌رسانی فوری از اداره ثبت اختراعات آمریکا در یافت نمود. در همین هنگام سایر شرکت‌ها نیز محصولات خود را بیرون دادند(Excite Ubique، MSN و Yahoo) که هرکدام از پروتکل و برنامه کارخواه(Client) اختصاصی خود استفاده می‌کردند و اگر کسی می‌خواست در چند شبکه باشد باید نرم‌افزارهای همه آن‌ها را اجرا می‌کرد. در ۱۹۹۸، IBM نرم‌افزاری به نام IBM Lotus Sametime ارائه داد.
در سال ۲۰۰۰ یک برنامه متن باز و پروتکلی بر پایه استانداردهای باز به نام Jabber ایجاد شد. این پروتکل تحت نام پروتکل گسترش پذیر حضوروپیام رسانی (Extensible Messaging and Presence Protocol) استاندارد شدکه غالباً به اختصار XMPP خوانده می‌شود. کارسازهای XMPP می‌توانند به عنوان دروازهای به پروتکل‌های دیگر پیام‌رسانی فوری عمل کند و نیاز به استفاده از چندین کارخواه (کلاینت) متفاوت را کاهش می‌دهد. کاربران می‌توانند از پروتکل‌های پیام‌رسانی رایج مختلف با یک کارخواه و کتابخانه ویژه آن پروتکل استفاده کنند.IBM Lotus Sametime در نسخه منتشرشده در نوامبر ۲۰۰۷ پشتیبانی از دروازه IBM Lotus Sametime برای XMPP را اضافه نمود.
در حال حاضر شبکه‌های اجتماعی نیز امکانات پیام‌رسانی فوری را ارائه می‌دهند.
بسیاری از سرویس‌های پیام‌رسانی فوری از ویژگی‌های تماس تصویری، VoIP و کنفرانس مجازی پشتیبانی می‌کنند. کنفرانس‌های مجازی می‌توانند از تماس‌های تصویری و پیام‌رسانی فوری با هم استفاده کنند. برخی از شرکت‌های پیام‌رسانی فوری به اشتراک‌گذاری میزکار، رادیوی اینترنتی(IP Radio) و تلویزیون اینترنتی(IPTV) را نیز به سرویس‌های قبلی اضافه نموده‌اند.
«پیام‌رسان فوری» نام تجاری خدماتی است که به نام شرکت تایم وارنر ثبت شده‌است، و نمی‌تواند در مورد نرم‌افزارهایی که با AOL مرتبط نیستند در آمریکا به کار رود. به همین دلیل سازندگان نرم‌افزار پیام‌رسانی که پیشتر به نام گیم (Gaim) خوانده می‌شد، در آوریل ۲۰۰۷ اعلام نمودند که نام این نرم‌افزار را به پیجین (Pidgin) تغییر داده‌اند.

## نرم‌افزارهای کارخواه[۷]
معمولاً هر سرویس پیام‌رسانی فوری مدرنی، نرم‌افزار کارخواه خود را عرضه می‌کند که می‌تواند به صورت نرم‌افزار قابل نصب ویا برپایه مرورگر باشد. عموماً هر نرم‌افزار تنها با سرویس شرکت خود کار می‌کند، اما پاره‌ای از آن‌ها امکان محدودی برای کار با سرویس‌های شرکت‌های دیگر نیز دارند. نرم‌افزارهایی نیز از طرف شرکت‌های سومی ارائه شده‌است که امکان اتصال به اکثر سرویس دهنده‌های اصلی پیام‌رسانی فوری را دارند. نمونه‌هایی از این نرم‌افزارها عبارتند از: پیجین , Trillian, Meebo, Adium، Qnext پیام‌رسان میراندا و Digsby.

## هم‌کنش‌پذیری

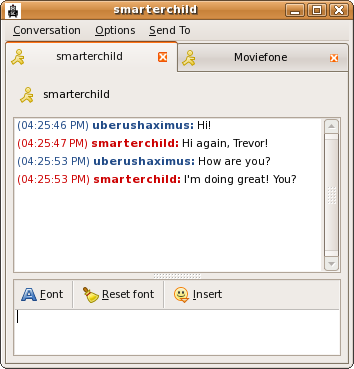
پنجره گپ چند صفحه‌ای پیجین(Pidgin) در لینوکس

نرم‌افزارهای پیام‌رسانی فوری استاندارد رایگان کارکردهایی چون انتقال فایل، لیست تماس‌ها و امکان بازکردن چند پنجره گفتگوی هم‌زمان را ارائه می‌دهند. این ممکن است نیازهای یک کسب و کار کوچک را برطرف نماید اما سازمان‌های بزرگ به نرم‌افزارهای پیچیده تری نیاز دارند که بتوانند با یکدیگر کار کنند. راهی که پیش روی این سازمان‌هاست استفاده از نسخه‌های سازمانی برنامه‌های پیام‌رسانی فوری است.
این برنامه‌ها شامل عناوینی چون اکس‌ام‌پی‌پی، IBM Lotus Sametime، مایکروسافت لینک و غیره می‌باشند که اغلب با سایر نرم‌افزارهای سازمانی مثل سیستم‌های گردش کار به شکل یکپارچه کار می‌کنند. این نرم‌افزارهای سازمانی یا یکپارچه‌سازی نرم‌افزارهای سازمانی (EAI) غالباً با محدودیت‌هایی نظیر ذخیره اطلاعات در یک قالب مشترک ساخته می‌شوند.
تلاش‌های بسیاری جهت ایجاد یک استاندارد یگانه برای پیام‌رسانی فوری انجام شده‌است: پروتکل‌های SIP و SIMPLE گروه ویژه مهندسی اینترنت، APEX, Prim، اکس‌ام‌پی‌پی و IMPS.
بیشتر تلاش‌ها در جهت ایجاد یک استاندارد یکتا برای عرضه‌کنندگان اصلی پیام‌رسانی فوری (مانند AOL, Yahoo, Microsoft) با شکست مواجه شده و هریک به استفاده از پروتکل‌های اختصاصی خود ادامه می‌دهند.
اما درحالی که بحث‌ها در IETF به بن‌بست رسیده بود، رویترز اولین توافقنامه اتصال بین سرویس دهنده‌ها را در سپتامبر ۲۰۰۳ امضا نمود. این توافقنامه به کاربران AIM, ICQ و MSN امکان می‌داد تا با همتاهای پیام‌رسانی رویترز حرف بزنند و بالعکس. پیرو این اتفاق، مایکروسافت، یاهو و آمریکا آنلاین معامله‌ای را منعقد نمودند که مطابق آن کاربران Live Communication Server مایکروسافت می‌توانستند با سایر کاربران عمومی پیام‌رسانی فوری حرف بزنند. طی این معامله SIP/SIMPLE به عنوان استاندارد هم‌کنش‌پذیری پروتکل‌ها تعیین شد. جدای از این موارد، مایکروسافت و یاهو در ۱۳ اکتبر ۲۰۰۵ اعلام کردند که از ربع سوم سال ۲۰۰۶ با استفاده از استاندارد SIP/SIMPLE با یکدیگر هم‌کنش‌پذیر خواهند بود. به دنبال آن در دسامبر ۲۰۰۵ گوگل و یاهو قرارداد شراکت راهبردی را امضا نمودند که مطابق آن کاربران گوگل تاک می‌توانند با کاربران ICQ و AIM حرف بزنند به شرط آنکه یک حساب AIM نیز داشته باشند.
دو راه برای آمیختن پروتکل‌های نامتجانس وجود دارد:
1. یک راه، ترکیب پروتکل‌های مختلف در برنامه کارخواه پیام‌رسانی فوری (IM Client) است.
2. راه دیگر ترکیب پروتکل‌های متفاوت در برنامه کارساز پیام‌رسانی فوری(IM Server) است. این روش وظیفه ارتباط با سرویس‌های دیگر را به گردن کارساز (سرور) می‌اندازد. کارخواه‌ها نیاز به دانستن پروتکل‌های پیام‌رسانی فوری ندارند؛ مثلاً LCS 2005 Public IM Connectivity. این دیدگاه در کارسازهای XMPP رواج دارد. هرچند این گونه پروژه‌ها که با نام پروژه‌های انتقال خوانده می‌شوند، مانند هر پروژه دیگری که با پروتکل‌های بسته و اختصاصی سر و کار دارد، از مشکلات مهندسی معکوس رنج می‌برند.

برخی رویکردها با محدودسازی دسترسی به کارساز، به سازمان‌ها اجازه می‌دهد که یک شبکه پیام‌رسانی فوری خصوصی داشته باشند. (کل شبکه پیام‌رسانی فوری پشت دیواره آتش قرار می‌گیرد). در مقابل سیستم‌های پیام‌رسانی برخی سازمان‌ها به کاربران ثبت شده اجازه می‌دهد تا از خارج شبکه محلی سازمان نیز با استفاده از پروتکل ایمن اچ تی تی پی اس(HTTPS)، به سیستم متصل شوند. یک کارساز پیام‌رسانی فوری اختصاصی از مزایایی چون لیست تماس‌های از پیش آماده، تصدیق هویت یکپارچه (Integrated Authentication) و امنیت و محرمانگی بیشتر برخوردار است.
پاره‌ای از شبکه، تغییراتی به وجود آورده‌اند تا جلوی استفاده کارخواه‌های چند شبکه‌ای از شبکه خودشان را بگیرند؛ مثلاً تریلیان (Trillian) مجبور به انتشار چندین بازبینی و وصله نرم‌افزاری شد تا کاربرانش بتوانند به شبکه‌های MSN و AOL و Yahoo متصل شوند. سرویس‌دهنده‌های اصلی مسایلی چون نیاز به توافقنامه رسمی و نگرانی‌های امنیتی را به عنوان دلایل این تغییرات عنوان کرده‌اند.
استفاده از پروتکلهای اختصاصی به این معنا بوده‌است که بسیاری از شبکه‌های پیام‌رسانی فوری با یکدیگر سازگار نیستند و افراد از برقراری ارتباط با دوستان خود در شبکه‌های دیگر ناتوان بوده‌اند.

## پیام‌رسانی فوری سیار
پیام‌رسانی فوری سیار فناوری است که سبب می‌شود سرویس‌های پیام‌رسانی فوری از دستگاه‌های سیار نیز قابل دسترسی باشند. این دستگاه‌ها شامل تلفن‌های همراه استاندارد، آی فون(iPhone)، بلک بری(blackberry)، اندروید(Android)، و دستگاه‌های مبتنی بر ویندوز موبایل می‌شود. این کار به دو طریق انجام می‌شود:
- کارخواه‌های جاسازی شده(Embedded Clients) - برای هر دستگاه کارخواه ویژه آن طراحی شود.
- بسترهای بدون کارخواه (Clientless Platforms) - برنامه بر پایه مرورگر که نیاز به بارگیری هیچ نرم‌افزار دیگری ندارد و به همه کاربران و دستگاه‌های مختلف اجازه می‌دهد که از این طریق به سرویس پیام‌رسانی اینترنتی آن‌ها متصل شوند. در عمل قابلیت‌های محدود مرورگرها باعث ایجاد مشکلاتی می‌شود.

## در مرورگر وب
جی میل در صفحه وب خود قابلیت پیام‌رسانی فوری را دارد و می‌توان با یک مرورگر وب و بدون نیاز به بارگیری و نصب نرم‌افزار از آن استفاده کرد. بعدها یاهو و هات میل هم این ویژگی را پیاده کردند. وبگاه میبو (Meebo) هم امکان دسترسی به چندین سرویس پیام‌رسانی مختلف را فراهم می‌کند. این سرویس‌ها معمولاً محدود به متن هستند و شامل صدا و تصویر نمی‌شوند.

## زبان پیام‌رسانی فوری
کاربران گاهی با استفاده از کلمات عامیانه اینترنتی و اشکال کوتا شده کلمات و عبارات سعی در سرعت دادن به مکالمه و کاهش تعداد دفعات فشردن کلیدها می‌کنند. این زبان کاملاً جهانی شده‌است تا حدی که اصطلاحاتی مانند "lol" (لول) در مکالمات رو در رو هم به کار می‌روند.
احساسات اغلب به صورت کوتاه و اختصاری بیان می‌شوند مثل LOL,BRB,TTYL که به ترتیب شکل کوتاه عبارات Laugh Out Loud,Be Right Back,Talk To You Later می‌باشند.
اما برخی سعی می‌کنند که احساساتشان را دقیقتر بیان کنند. ابراز احساساتی چون chortle,snort,guffaw یا eye-roll رواج بیشتری می‌یابند. همچنین استانداردهای مشخصی هستند که به تدریج به مکالمات راه می‌یابند مانند علامت «#» که لحن طعنه‌آمیزی به یک عبارت می‌بخشد؛ یا «*» که نشان دهنده اشتباه گرامری یا املایی در پیام قبلی است و به دنبال آن اصلاحیه می‌آید.

## کاربردهای تجاری
ثابت شده‌است که فناوری پیام‌رسانی فوری، از این لحاظ که پذیرش کاربرد آن در کسب و کار در وهله اول به صورت داوطلبانه و از جانب خود کارکنان آغاز شده‌است تا با اجبار رسمی یا تدارکات دپارتمان‌های فناوری اطلاعات، به فناوری‌هایی چون رایانه شخصی، پست الکترونیک و وب جهان گستر شباهت دارد. ده‌ها میلیون از حساب‌های کاربری پیام‌رسانی فوری توسط کارکنان شرکت‌ها یا دیگر سازمان‌ها برای مقاصد تجاری استفاده می‌شوند.
در پاسخ به تقاضای موجود برای یک سیستم پیام‌رسانی در سطح تجاری که بتواند امنیت و قانونمند بودن را تضمین کند، گونه‌ای جدید از پیام‌رسانی فوری به نام «پیام‌رسانی فوری سازمانی» (Enterprise Instant Messaging یا به اختصار EIM) توسط شرکت نرم‌افزار لوتوس (Lotus Software) در سال ۱۹۹۸
با افتتاح پروژه Lotus Sametime آغاز شد. پس از مدت کوتاهی مایکروسافت نیز نمونه مشابهی به نام پیام‌رسانی فوری مایکروسافت اکسچنج سرور روانه بازار نمود. بعدها بستر جدیدی به نام Microsoft Office Live Communication Server به وجود آورد و سپس در اکتبر ۲۰۰۷، Office Communication Server 2007 را منتشر ساخت. شرکت اوراکل نیز با معرفی Oracle BeeHive به این بازار پیوست. بسترهای EIM پیشرو در حال حاضر عبارتند از IBM Lotus, Microsoft Office Communication Server و Jabber XCP. علاوه بر این‌ها بسترهایی نیز هستند که برای یک صنعت خاص طراحی شده‌اند مانند Reuters Messaging و بلومبرگ که قابلیت‌هایی برای شرکت‌های مالی در آن‌ها تعبیه شده‌است.

## مرور محصولات
محصولات پیام‌رسانی فوری را می‌توان به دو دسته تقسیم نمود: پیام‌رسانی فوری سازمانی (EIM) و پیام‌رسانی فوری مصرف‌کننده(CIM). محصولات سازمانی اغلب از یک کارساز پیام‌رسانی فوری داخلی استفاده می‌کنند اما این راه حل به ویژه برای کسب و کارهای کوچک با بودجه محدود، شدنی نیست. راه حل دوم که استفاده از CIM است که از مزیت پیاده‌سازی ارزان و عدم نیاز به سرمایه‌گذاری برای سخت‌افزار و نرم‌افزار برخوردار است.
برای مصارف سازمانی، به دلیل نگرانی‌های امنیتی، رمزگذاری(encryption) و بایگانی پیامها(message archiving) از اهمیت بسزایی برخوردارند. گاهی به دلیل استفاده از چند سیستم عامل مختلف در یک سازمان به نرم‌افزاری نیاز است که بیش از یک بستر را پشتیبانی کند. به عنوان مثال ممکن است در سازمانی برای دپارتمان‌های اداری از Windows XP و در بخش تولید نرم‌افزار از لینوکس استفاده کنند.

## ریسک‌ها و مشکلات
اگرچه پیام‌رسانی فوری مزایای بسیاری به دنبال دارد، اما استفاده از آن ریسک‌ها و مشکلاتی را نیز به ویژه در محیط‌های کاری به همراه دارد. برخی از این ریسک‌ها و مشکلات عبارتند از:
- ریسک‌های امنیتی (مثلاً از پیام‌رسان فوری برای آلوده ساختن رایانه‌ها با ویروس و جاسوس‌افزار (Spyware) و اسب تروا و کرم استفاده می‌شود.
- ریسک‌های سازگاری با قانون
- استفاده نامناسب
- درز اسرار تجارت

### ریسک‌های امنیتی
کراکرها (هکرهای بدخواه یا هکرهای کلاه سیاه) پیوسته از پیام‌رسانی فوری به عنوان وسیله‌ای برای ترتیب دادن حملات فیشینگ و ارسال یو آر ال‌های سمی و فایل‌های آلوده به ویروس سود جسته‌اند و از سال ۲۰۰۴ تا ۲۰۰۷ به گفته مرکز امنیت پیام‌رسانی فوری بیش از ۱۱۰۰ حمله مجزا انجام داده‌اند. هکرها از دو راه برای تحویل کد بدخواه (malicious code) از طریق پیام رسان‌های فوری دارند: تحویل ویروس، اسب تروا و جاسوس افزار در داخل فایل‌های آلوده یا استفاده از یک آدرس وب به همراه یک متن «مهندسی اجتماعی شده» که کاربر را می‌فریبد تا بر روی آن یوآرال کلیک نماید و اورابه وبگاهی هدایت می‌کند که نرم‌افزار بدخواه از آنجا بارگیری(download) می‌شود. ویروس‌ها، کرم‌های رایانه‌ای و اسب‌های تروا از راه ارسال خودشان به لیست دوستان فردی که قبلاً رایانه اش آلوده شده به سرعت تکثیر می‌شوند. یک حمله مؤثر توسط آدرس وب آلوده می‌تواند در مدتی کوتاه به ده‌ها هزار رایانه دیگر منتقل شود.
پیام‌ها معمولاً به صورت متن ساده منتقل می‌شوند و از این رو در معرض استراق سمع(eavesdropping) قرار دارند. علاوه بر این نرم‌افزارهای پیام‌رسانی فوری پورتهای UDP را به روی دنیا باز می‌کنند و میزان خطر را با ایجاد نقاط آسیب‌پذیری افزایش می‌دهند.

### ریسک‌های سازگاری با قانون
علاوه بر تهدیدات امنیتی، استفاده از پیام‌رسانی فوری در محل کار ریسک عدم رعایت قوانین و مقررات حاکم بر ارتباطات الکترونیکی در کسب و کار را به وجود می‌آورد. در کشور آمریکا به تنهایی بیش از ۱۰۰۰۰ قانون و مقررات مختلف برای پیام‌رسانی الکترونیکی و نگهداری سوابق وجود دارد.
که از این میان قانون ساربینز-اکسلی، HIPAA و SEC17a-3 شناخته شده ترند. بیشتر کشورهای دنیا مقرراتی برای پیام‌رسانی الکترونیکی و نگهداری سوابق الکترونیکی را مشابه به آمریکا وضع می‌کنند. متعارف‌ترین مقررات مربوط به استفاده از پیام‌رسانی فوری در محل کار درمرتبط است با نیاز به تولید بایگانی ارتباطات تجاری که برای دولت یا درخواست قضایی تحت قانون قابل قبول باشد. بسیاری از ارتباطات پیام‌رسانی فوری در رده ارتباطات تجاری قرار می‌گیرند و باید بایگانی شده و قابل بازیابی باشند.

### استفاده نامناسب
تمام انواع سازمان‌ها باید از خود در مقابل مشکل استفاده نادرست کارکنانشان از پیام‌رسانی فوری مراقبت کنند. طبیعت غیررسمی، سریع و به ظاهر ناشناس پیام‌رسانی فوری آن را کاندیدایی برای سوءاستفاده در محیط کار می‌کند. در اکتبر ۲۰۰۶ موضوع استفاده نامناسب از پیام‌رسانی فوری در محیط کار صفحه اول اخبار شد، وقتی که مارک فولی (Mark Foley)، یکی از اعضای کنگره آمریکا پس از پذیرفتن ارسال پیام‌های فوری توهین‌آمیز با محتوای جنسی به یک فرد زیر سن قانونی از رایانه دفتر کنگره اش، از کرسی خود استعفا داد. رسوایی مارک فولی به پوشش رسانه‌ای و سیل مقالات روزنامه‌ها در مورد خطرات استفاده نامناسب از پیام‌رسانی فوری در محیط کار انجامید. در بیشتر کشورها شرکت‌ها مسوولیتی قانونی برای اطمینان از وجود یک محیط کار بدون آزار برای کارکنانشان هستند. استفاده از رایانه‌ها، شبکه‌ها و نرم‌افزارهای تحت مالکیت سازمان برای آزار یا پخش لطیفه‌ها و ادبیات نامناسب مشکلی است نه تنها به توهین‌کننده بلکه به استخدام‌کننده نیز مربوط است.

## شمار کاربران
توجه داشته باشید که بسیاری از اعداد یاد شده در این بخش، مستقیماً قابل مقایسه نیستند و پاره‌ای از آن‌ها برپایه حدس و تخمین محاسبه شده‌اند. بعضی از اعداد توسط صاحبان کل یک سیستم پیام‌رسانی ارائه شده‌اند و بعضی توسط فروشندگان تجاری بخشی از یک سیستم توزیع شده. بعضی از شرکت‌ها به انگیزه درآمد تبلیغاتی بیشتر ویا جذب شرکای تجاری و مشتریان، تمایل به بالاتر نشان دادن شمار کاربران خود دارند. همچنین مهم است که در نظر داشته باشید که برخی از اعداد گزارش شده شمار کاربران فعال را نشان می‌دهند و برخی شمار کلی کاربران را بازگو می‌کنند. برخی تنها کاربرانی را شامل می‌شوند که در دوره اوج مصرف وارد سیستم شده‌اند.
| سرویس                                           | شمارکاربران | منبع/تاریخ |
| ----------------------------------------------- | --- | --- |
| AIM                                             | ۵۳ میلیون - فعال | سپتامبر ۲۰۰۶ |
| AIM                                             | >۱۰۰ میلیون - کل کاربران | ژانویه ۲۰۰۶ |
| Camfrog                                         | نامعلوم | |
| eBuddy                                          | ۳۵ میلیون - کل کاربران | اکتبر ۲۰۰۶، شامل ۴ میلیون کاربر سیار (Mobile)                                                                     |
| Gizmo5                                          | ، کاربران سیار و رایانه شخصی                                                                                                 | |
| Gadu-Gadu                                       | بیش از ۶ میلیون فعال (اکثراً در لهستان)                                                                                       | مه ۲۰۰۹ |
| IBM Lotus Sametime                              | ۴۰ میلیون کل (کاربران مجاز در سازمان‌ها)                                                                                      | دسامبر ۲۰۰۹ |
| iChat                                           | نامعلوم | |
| آی‌سی‌کیو                                         | ۵۰ میلیون فعال | CNET هشتم فوریه ۲۰۱۰ بایگانی‌شده در ۲۹ آوریل ۲۰۱۱ توسط Wayback Machine                                             |
| IMVU                                            | ۱ میلیون کل | ژوئن ۲۰۰۷ |
| Mail.ru Agent                                   | ۱ میلیون فعال (روزانه) | سپتامبر ۲۰۰۶ |
| Meebo                                           | ۱ میلیون کل | |
| MXit                                            | ۱۱ میلیون کل (۹ میلیون در آفریقای جنوبی)                                                                                     | ۲۹ ژانویه ۲۰۰۹.                                                                                                   |
| پالتاک                                          | ۳٫۳ میلیون بازدیدکننده متفاوت در هر ماه                                                                                      | اوت ۲۰۰۶ |
| PSYC                                            | ۱ میلیون فعال (روزانه) (اکثراً در برزیل)                                                                                      | فوریه ۲۰۰۷. توجه کنید که این کاربران بخشی از کاربران IRC هستند و کاربران پیام رسانی(Messaging) تنها چند صد نفرند. |
| اسکایپ                                          | ۱۹ میلیون کاربر برخط در اوج بار کاری                                                                                         | اکتبر ۲۰۰۹ |
| اسکایپ                                          | ۳۰۹ میلیون کل | آوریل ۲۰۰۸ |
| تنسنت کیوکیو                                    | ۶۱٫۳ کاربر برخط در اوج بارکاری (اکثراً در چین)                                                                                | ۲۹ اکتبر 2009 |
| تنسنت کیوکیو                                    | ۴۴۰ میلیون حساب کاربری فعال (includes users with multiple accounts). (اکثراً در چین)                                          | ۲۹ اکتبر 2009 |
| تنسنت کیوکیو                                    | ۹۹۰ حساب کاربری ثبت شده (اکثراً در چین)                                                                                       | ۲۹ اکتبر 2009 |
| VZOchat                                         | >۵۵۰٬۰۰۰ | دسامبر ۲۰۰۸ |
| پیام‌رسان ویندوز لایو (previously MSN Messenger) | ۳۳۰ میلیون فعال | |
| Xfire                                           | ۱۶ میلیون کل | مه ۲۰۱۰ |
| یاهو! مسنجر                                     | ۲۴۸ میلیون کاربر ثبت شده فعال جهانی (اشاره به تمام کاربران یاهو دارد و نه فقط کاربران پیام‌رسانی فوری یاهو(Yahoo Messenger))) | 17 ژانویه ۲۰۰۸ |
| گوگل تاک                                        | نامعلوم | |
| فیس‌بوک                                          | ادعا می‌شود که ۴۰۰ میلیون کاربر دارد                                                                                          | آمار فیس بوک |

بعضی از پیام رسان‌های داخلی و خارجی عبارت اند از:
تلگرام |
اینستاگرام |
واتساپ |
وی‌کی|
فیس بوک |
گوگل پلاس|
ما|
ایتا|
ایگپ |
گپ|
سروش پلاس|
سروش|
روبیکا|
شاد|
نیمباز |
بلک بری|
تیک تاک|
لایکی|
یاهو مسنجر|
مسنجر|
اسکایپ |
اسکایروم |
تلگرام طلایی|
موبوگرام|
سیگنال|
بیستون|
بله|
ویسپی |
هاتگرام |
لایت گرام|
هایک|
وایبر|
پاتوق|
واتساپ جی بی|
سامسونگ ممبر|
واتساپ بیزینس|
الگرامی|
باهم|
توییتر|
کیو زون|
اودنو کلاسنیکی|
پینترست|
اسنپ چت|
دِوُ|
لینکدین |
میراندا|
ای او ال|
یاهو مسنجر|
کوپته|
پاراکراین|
تکست سکیور|
گوگل تاک |
آی سی کیو |
پیام رسان خصوصی زنگی|
اسمارت مسیج|
تلگرام ایکس
پیام رسان تکست اس‌ام‌اس|
تکست ترا اس‌ام‌اس|
پیجین|
ویچت|
و…